# ゐ

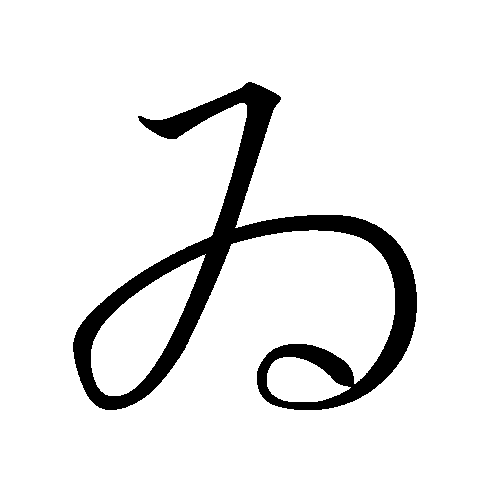
平假名ゐ（清音）

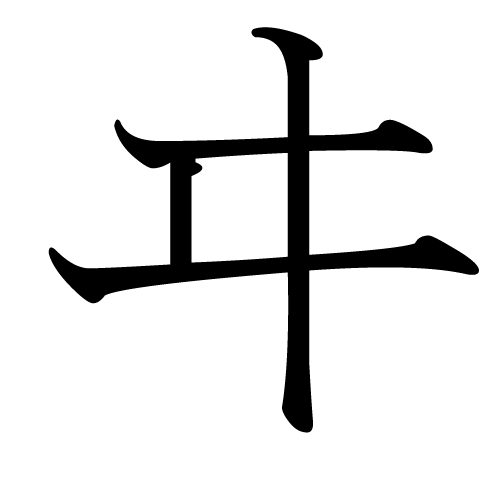
片假名ヰ（清音）

平假名ゐ和片假名ヰ是日语的假名之一，由一个音节组成。在日语五十音图中排第10行第2个（わ行い段）的位置。原發音與わ行其他假名相同以/ɰᵝ/開頭，發為/ɰᵝi//，後發音變為同い（/i/），現代假名遣中已經棄用，外來語中的「wi」則用「ウィ」表示。

## 筆劃順序

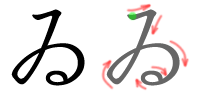
平假名ゐ的筆劃順序

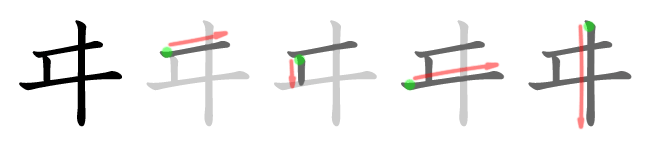
片假名ヰ的筆劃順序

## 關於ゐ和ヰ
| 現代日語發音     | 元音／i／音,与い同                |
| 五十音顺序       | 第45位                            |
| 伊吕波顺序       | 第25位，「う」之后、「の」之前    |
| 平假名「ゐ」字源 | 「」字的草書                      |
| 片假名「ヰ」字源 | 「井」字的變形                    |
| 日语罗马字       | 平文式罗马字：wi 训令式罗马字：wi |
| 点字：           | \| －● ●－ \|                     |
| 通话表           | 「ゐどのヰ」                      |
| 摩尔斯电码       | ・－・・－                        |
| －● ●－          |                                   |